# Cẩm lai
Cẩm lai hay trắc lai (danh pháp hai phần: Dalbergia oliveri) là loài thực vật thuộc họ Đậu (Fabaceae).
Cây cẩm lai trưởng thành cao từ 15 m đến 30 m. Quả chứa một đến hai hạt, khi chín có màu nâu đến đen. Loài này phân bố ở Myanma, Thái Lan, Lào, Campuchia và Việt Nam. Nó đang bị đe dọa do mất môi trường sống và bị khai thác quá mức để làm gỗ xẻ.
Có tài liệu cho rằng Dalbergia oliveri còn có các danh pháp đồng nghĩa là Dalbergia bariensis Pierre; D. dongnaiensis Pierre; D. duperriana Pierre; D. mammosa Pierre với các tên tiếng Việt là cẩm lai bà rịa; cẩm lai đồng nai; cẩm lai vú; cẩm lai bông; cẩm lai mật.